# Svobodni (Korenovsk)
Svobodni (del ruso: Свободный) es un jútor del raión de Korenovsk del krai de Krasnodar, en Rusia. Está situado 7 km al nordeste de Korenovsk y 65 km al nordeste de Krasnodar, la capital del krai. Tenía 418 habitantes en 2010.
Pertenece al municipio Korenóvskoye.